# Antonio Arteta de Monteseguro
Antonio Arteta de Monteseguro (Loporzano, 1745 - Zaragoza, 1813) fue un economista ilustrado español del siglo XVIII.

## Biografía
Nacido en Loporzano, estudió en la universidad de Huesca logrando el título de bachiller en 1766 y el de doctor en 1772. Fue canónigo y capellán en La Seo de Zaragoza y El Pilar, en Zaragoza. Pese a su estatus de clérigo tuvo una hija en el periodo. En la capital aragonesa fue uno de los socios fundadores de la Real Sociedad Económica Aragonesa de Amigos del País en 1776. Sus primeros trabajos para esta incluyeron la organización de la actividad docente de la organización y el análisis de la extracción de alumbre en el Bajo Aragón.
En 1778 escribió un libro titulado Disertación sobre el precio que se debe hacer de las artes prácticas y de los que las exercen con honradez, inteligencia y aplicación. En ella el autor hace elogio del trabajo manual y dice que contribuye al progreso y bienestar de los países.
En 1779 fue autor de un Discurso instructivo sobre las ventajas que puede conseguir la industria de Aragón con la nueva ampliación de puertos concedida por S.M. para el comercio de América. La obra seguía ideas ya propuestas por el arbitrista del siglo previo Antonio Cubero y Sebastián, que había defendido la necesidad para la economía aragonesa de una salida al mar para potenciar el comercio. La obra fue escrita en paralelo al comienzo de la gran obra ilustrada en Aragón con el mismo designio, el Canal Imperial de Aragón y apenas un año después de la liberalización del comercio con América. Arteta defiende sin embargo la navegabilidad del río Ebro en vez del uso de canales, proponiendo el desarrollo de un puerto aragonés en Los Alfaques.
A comienzo de la década siguiente se publicaron ambos trabajos. En 1781 fue publicada en Zaragoza a su disertación sobre las artes prácticas. La obra fue un éxito, valiéndole el arcedianato de Aliaga. Esta dignidad era ampliamente dotada económicamente, dando a Arteta ingresos dignos de un obispo y convirtiéndolo en uno de los hombres más ricos de Aragón. En 1784 fue el turno de la publicación de su discurso sobre la industria de Aragón. Sin embargo, su rivalidad con Lorenzo Normante conllevó un alejamiento de la Real Sociedad de Amigos del País. A eso se sumó un conflicto personal con Ramón de Huesca, también socio pero miembro del ala conservadora, y retrasos en sus cuotas de socio. La propia institución estaba envuelta en una crisis interna pues el proyecto del Canal Imperial había supuesto que el clero y nobleza conservadores dejaran de respaldar la Real Sociedad desde 1784. Algunos autores como Pérez Sarrión especulan con que pasó entonces un tiempo fuera de Zaragoza, constando solo trabajos menores sobre una industria de sombreros en Teruel, posibles cultivos en el partido de Borja e intereses mineros de la Real Sociedad. Otros en cambio señalan su interés en el periodo por elaboración del vino sobre la que escribió recomendaciones y editó un manual.
El distanciamiento de Arteta se agudizó con el escándalo de su relación con Antonia Tello, siendo Antonio clérigo y ella mujer casada. Arteta tuvo una segunda hija con ella. Condenado por ello, estuvo hasta 1791 en juicios que fueron usados por el clero más conservador para atacar a la Real Sociedad.
Es quizás el nacimiento de su segunda hija, de cuya educación se preocupó, lo que motivó un cambio en sus intereses. Su último trabajo, fue una Disertación sobre la muchedumbre de niños que mueren en la infancia y modo de remediarla de 1801 considerado de gran valor historiográfico por ser una de las fuentes más realistas del periodo sobre la situación de los hospitales y orfanatos benéficos.